# Escudella i carn d'olla

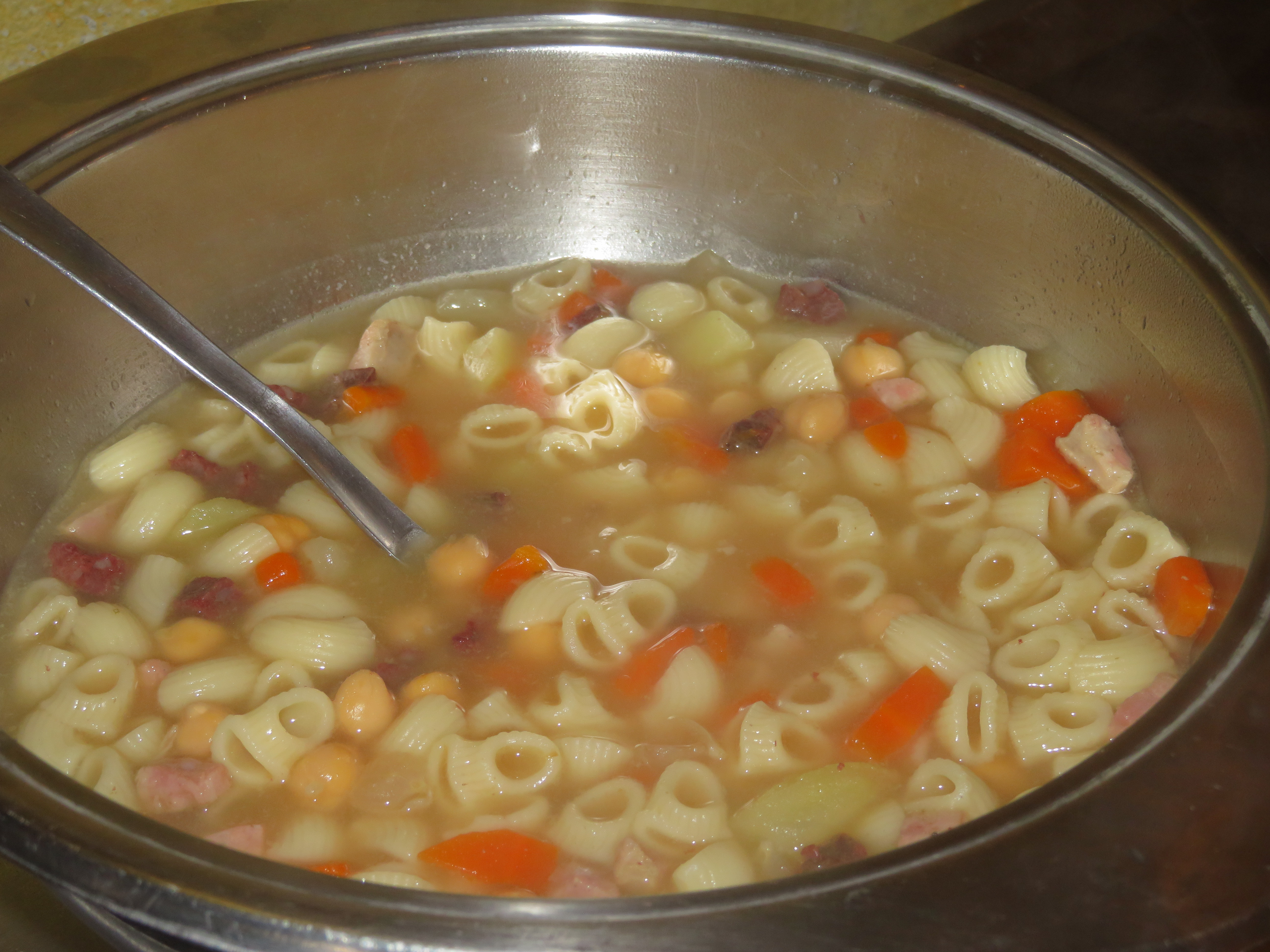
Escudella (Castellet i la Gornal, Baix Penedés)

L'Escudella i carn d'olla, o escudella, è una zuppa a base di carne e verdure diffusa in Catalogna, in Andorra e nella Comunità valenciana che viene servita in una scodella (in catalano escudella). La zuppa è così tipica della tradizione culinaria catalana che già nel XIV secolo Francesc Eiximenis scriveva che veniva mangiata ogni giorno dai catalani.
Si caratterizza per l'utilizzo della pilota, una grande polpetta di carne, e contiene anche carne di maiale, vitello e gallina, ceci, patate e verdure di stagione, ma si possono utilizzare anche ossa e botifarras. L'escudella viene solitamente servita in due parti:
- L'escudella vera e propria è una zuppa composta da brodo con pasta, riso o entrambi,
- La carn d'olla è la carne utilizzata nel brodo, che viene servita in un vassoio insieme alle verdure.[6]

## Escudella de Nadal
Esiste una versione particolare di questa zuppa chiamata "escudella de Nadal " tipica del giorno di Natale, che contiene carne di quattro animali diversi, una pilota, diverse verdure e il tradizionale tipo di pasta speciale, noto come galets, che assomigliano a delle conchiglie di notevoli dimensioni.